# 鮨魚

圖出自《古今圖書集成·博物彙編·禽蟲典·第一百四十九卷》

鮨魚，是一種魚身魚尾犬首的怪物，居住在囂（嚻）水，叫聲像嬰兒，吃它的肉可治瘋癲病。郝懿行則認為鮨魚是現今的海狗。